# Notre-Dame-d'Elle

Notre-Dame-d'Elle este o comună în departamentul Manche, Franța. În 1 ianuarie 2018 avea o populație de 178 de locuitori.